# Mike Mardesich
Nikola Mike Mardesich (* 29. Juli 1977 in Long Beach) ist ein ehemaliger US-amerikanisch-kroatischer Basketballspieler.

## Leben
Sein Vater wanderte von Kroatien in die Vereinigten Staaten aus. Als Kind lebte Mardesich zeitweise mit seiner Familie im Heimatland seines Vaters. Er spielte als Schüler Basketball in Boston (US-Bundesstaat Massachusetts), in Conroe (Bundesstaat Texas) sowie an der Worcester Academy in Massachusetts. Der 2,12 Meter messende Innenspieler wechselte an die University of Maryland, setzte in der Saison 1996/97 aus und spielte anschließend bis 2001 für die Hochschulmannschaft. Mit 137 Einsätzen bestritt er mehr Spiele für die University of Maryland als jeder andere Basketballspieler vor ihm, bereits 2002 wurde seine Bestmarke aber überboten. Im Angriff blieb Mardesich während seiner Hochschullaufbahn mit 3,7 Punkten pro Begegnung unauffällig, er holte zudem 3,3 Rebounds je Spiel. Mardesich belegte während seines Studiums an der University of Maryland vier Hauptfächer: Internationale Wirtschaft, Finanzwesen, Vermarktung und Logistik.
Im Sommer 2001 gehörte er dem Aufgebot der Boston Celtics für die NBA-Sommerliga an, einen Vertrag für die folgende NBA-Saison erhielt er nicht. Mardesich wechselte im Vorfeld des Spieljahres 2001/2002 stattdessen in die Basketball-Bundesliga nach Deutschland und verstärkte dort die Telekom Baskets Bonn. Für die Rheinländer bestritt er im Laufe der Saison 34 Ligaspiele, erreichte mit der Mannschaft das Bundesliga-Halbfinale und verbuchte in seinen 34 Einsätzen im Durchschnitt 9,9 Punkte sowie 7,2 Rebounds je Begegnung. Mit Bonn trat er zudem im europäischen Vereinswettbewerb Saporta-Cup an.
Im Sommer 2002 nahm er abermals an der NBA-Sommerliga teil, dort trug er die Farben der Washington Wizards. Während der Saison 2002/03 stand Mardesich beim französischen Erstligisten SIG Straßburg unter Vertrag (9,7 Punkte, 6,1 Rebounds/Spiel). Mit Straßburg spielte er ebenfalls im Europapokal. Er ging zur Folgesaison in die Bundesliga zurück und verstärkte TXU Energie Braunschweig. Mardesich wurde von den Niedersachsen in 26 Bundesliga-Spielen eingesetzt (10,8 Punkte, 7,3 Rebounds/Spiel). Hinzu kamen Spiele im ULEB-Cup auf europäischer Ebene. In Braunschweig wurden ihm Schwächen in der Verteidigung vorgeworfen.
Mardesich wechselte zur Saison 2004/05 zu den Eiffel Towers Nijmegen in die Niederlande. Im ULEB-Cup war er mit 14,3 Punkten je Begegnung einer der Hauptkorbschützen der Mannschaft. In seiner letzten Spielzeit als Berufsbasketballspieler stand Mardesich 2005/06 kurzzeitig beim französischen Erstligisten Reims unter Vertrag.
Nach seiner Rückkehr in die Vereinigten Staaten wurde er beruflich im Bereich Unternehmensberatung und Rechnungswesen tätig.